# Every Extend Extra Extreme
『Every Extend Extra Extreme』（エブリ・エクステンド・エクストラ・エクストリーム）は2007年10月17日にXbox Live Arcadeで配信されたシューティングゲームである。2006年にPSP用ソフトとして発売された『Every Extend Extra』に続く、第2回3分ゲーコンテスト優勝作品『Every Extend』のリメイク作品である。E4と略されることもある。

## 基本ルール
大元の『Every Extend』やそのリメイク『Every Extend Extra』と同様、敵を避けながら場所を選び、自機を爆発させてその爆発に敵を巻き込む事を繰り返すことで進行する。敵の中には得点の倍率を上げたり残り時間を回復させるアイテムや、敵の出現頻度を上げるクイッケンを落とす者がおり、前2作同様クイッケンで敵の数を増やして大規模な連鎖を発生させることが高得点の近道となっている。
本作独自のルールとして、起爆から一定時間経過した後は任意に爆発を止めることができる。時間回復アイテムが大量に出現したときなど、爆発を止めて回収を急ぐ方がよい結果になる場面もある。またBGMのリズムにタイミングを合わせて爆発させるとBeatボーナスとしてスコアに倍率がかかる（連続で成功させることで2倍から5倍まで上がる）。また本作ではクイッケンの獲得によりBGMのテンポと倍率の上限が上がる形となっている。
自機は出現後3秒間はシールドに守られており、その間は敵や弾に当たってもミスにならない。また敵がシールドの持続時間を延長するアイテムを落とすこともあり、シールドを使って無敵の内に大量のアイテムを拾い集めたりする戦略もある。本作は残機制はなく、シールドがない状態で敵や弾に当たった場合は得点の倍率が1に戻り若干のタイムロスの上で復帰する。残り時間が0になったらゲームオーバー。

## ゲームモード
E4, The Game Unlimited
通常のプレイモード。BGMは4種類から選択可能。
E4, The Game Time Limited
所定の時間内での得点を競うモード。BGMはE4, The Game Unlimitedと同じ4曲から選択し、曲によってプレイ時間が異なる。
S4, Wiz Ur Muzik
Xbox 360の機能を利用し、ハードディスクや外部メモリなどに取り込んだ音楽でプレイするモード。取り込んだ曲におけるリズムのデータを作成しそのデータと曲を使用してプレイする。BGMを選べることとBGMのテンポが変わらないことを除けばE4, The Game Unlimitedと同じ。なおこのモードにもE4, The Game Unlimitedの4曲とは異なる2曲が用意されている（内1つは元気ロケッツの『Heavenly Star』のリミックス）。
R4, The Revenge
自機が弾を撃って周りから出現する敵を撃ち落とし続けるモード。自機は4方向に弾を撃つタイプとプレイヤーが指定した方向に集中的に撃つタイプから選択できる。このモードは時間制限ではなく残機制。
H4, Versus Live
Xbox Liveによる対戦モード。